# Stephen Balzer
Pour les articles homonymes, voir Balzer.
Stephen Marius Balzer,  né en 1864 en Hongrie et mort en 1940 à Andover, dans le New Jersey est un ingénieur mécanicien et inventeur américain.

## Résumé biographique
Immigré de Hongrie dans les années 1870, il fait un apprentissage d'horloger chez Tiffany's à New York.
À l’âge de 30 ans, travaillant de nuit en plus de son activité de jour dans son atelier de mécanique, Balzer met au point et construit un « chariot à moteur » (buggy). Sa voiture est équipée d'un moteur à combustion interne 
rotatif à quatre temps de 3 cylindres refroidi par air. Elle est complètement ouverte de tous les côtés. Contrairement à d'autres modèles de cette époque, ses roues arrière sont beaucoup plus grandes que ses roues avant ce qui lui confère à la fois une bonne traction et une certaine maniabilité. Le 15 décembre 1896, il dépose le brevet 573174 pour ce modèle expérimental, l'une des premières automobiles à avoir été fabriquée aux États-Unis. Elle est exposée au musée de la Smithsonian Institution à Washington, DC. Il s'agit aussi de la toute première voiture à essence de la collection.
En 1900 Balzer crée la Balzer Motor Company, mais s'intéressant davantage au bricolage des moteurs qu'aux affaires, son entreprise ne dégagera jamais de bénéfices.
En 1903, Balzer collabore avec Charles M. Manly pour la mise au point du moteur destiné à équiper l'aéronef Aerodrome de Samuel Pierpont Langley (ce moteur portera le nom de « moteur de Manly-Balzer »). 
Plus tard, il se consacre à la conception et à la fabrication d'instruments de chirurgie.